# Liste der denkmalgeschützten Objekte in Lorüns
Die Liste der denkmalgeschützten Objekte in Lorüns enthält die denkmalgeschützten, unbeweglichen Objekte der Gemeinde Lorüns im Bezirk Bludenz.

## Denkmäler
| Foto |                 | Denkmal                                                                 | Standort                      | Beschreibung | Metadaten |
| ---- | --------------- | ----------------------------------------------------------------------- | ----------------------------- | --- | --- |
| ja   | Datei hochladen | Brunnen HERIS-ID: 74867 Objekt-ID: 88313                                | Lorüns Standort KG: Lorüns    | Der Dorfbrunnen von Lorüns ist ein an der HTL Rankweil angefertigter Nachbau, der 1993 der Gemeinde übergeben wurde. | BDA-Hist.: Q38137182 Status: § 2a Stand der BDA-Liste: 2025-06-30 Name: Brunnen GstNr.: 102/30 Lorüns Brunnen                                               |
| ja   | Datei hochladen | Schule HERIS-ID: 74868 Objekt-ID: 88314                                 | Lorüns 25 Standort KG: Lorüns | Das Schulgebäude mit Biforienfenstern im Giebel steht südlich der Kirche und wurde im Jahr 1900 erbaut. | BDA-Hist.: Q38137197 Status: § 2a Stand der BDA-Liste: 2025-06-30 Name: Schule GstNr.: .2 Schulhaus Lorüns                                                  |
| ja   | Datei hochladen | Kath. Pfarrkirche hl. Johannes Nepomuk HERIS-ID: 74849 Objekt-ID: 88293 | Lorüns Standort KG: Lorüns    | Die Johannes-Nepomuk-Kirche in Lorüns, eine Filiale der Bludenzer Heilig-Kreuz-Kirche, wurde 1956–1960 nach Plänen des Architekten Otto Linder errichtet. Die ersten Messen wurde 1960 gelesen, die Weihe erfolgte 1964 durch Weihbischof Bruno Wechner. | BDA-Hist.: Q1697111 Status: § 2a Stand der BDA-Liste: 2025-06-30 Name: Kath. Pfarrkirche hl. Johannes Nepomuk GstNr.: .160 Johannes-Nepomuk-Kirche (Lorüns) |